# اشغال کریمه توسط روسیه

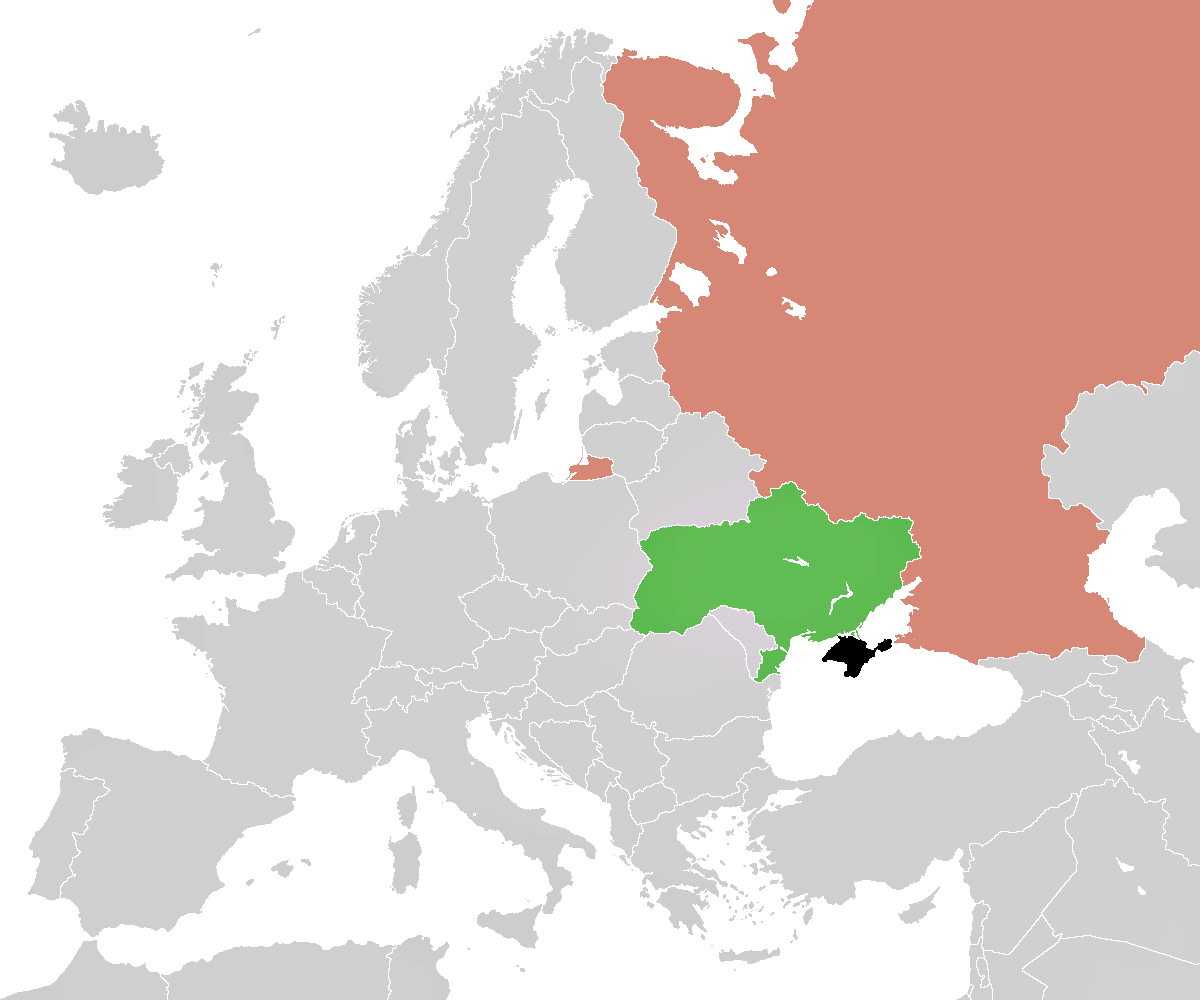
اشغال کریمه توسط روسیه

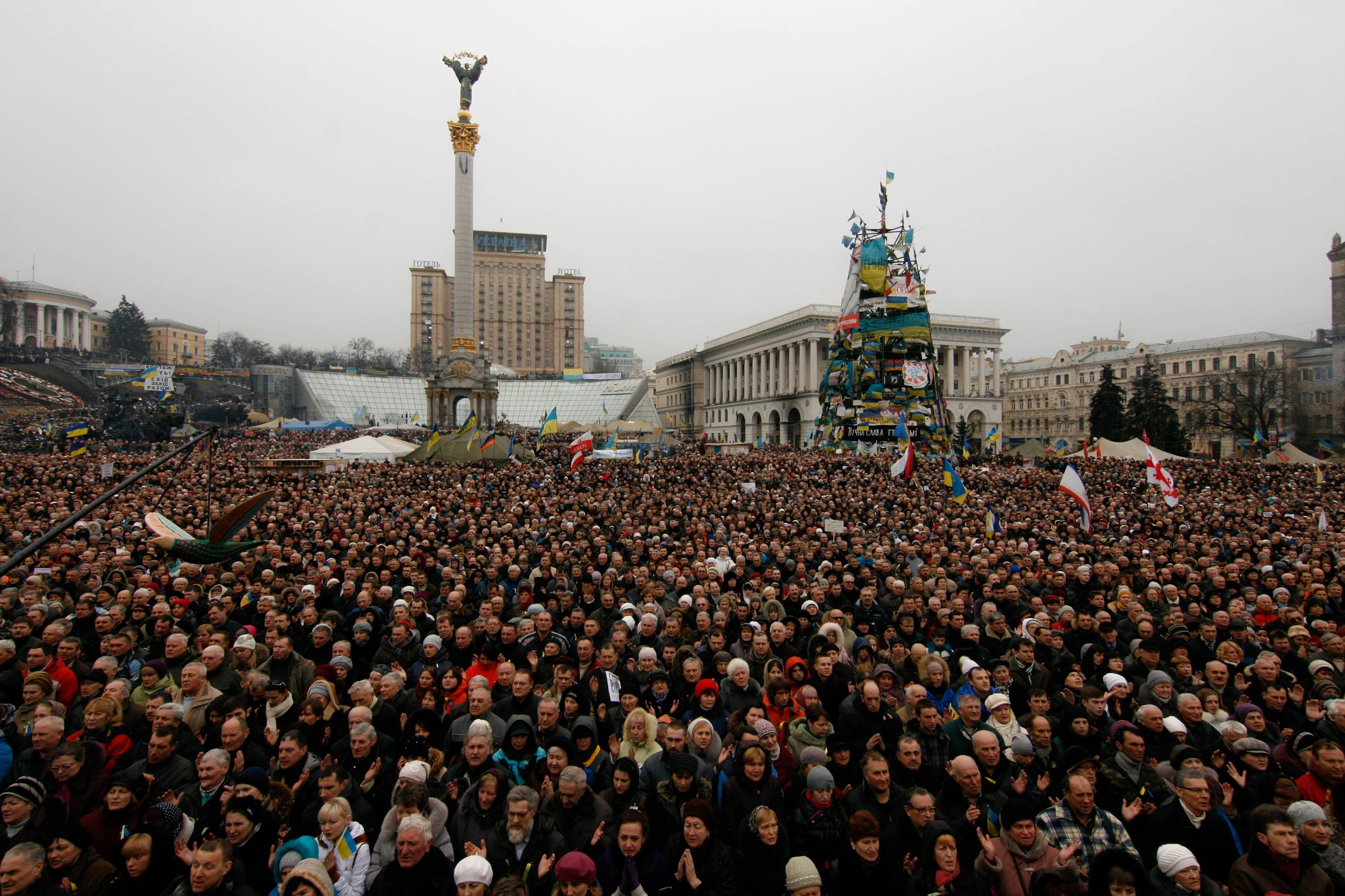
تظاهرات «کریمه اوکراین است» در کیف علیه مداخله نظامی روسیه

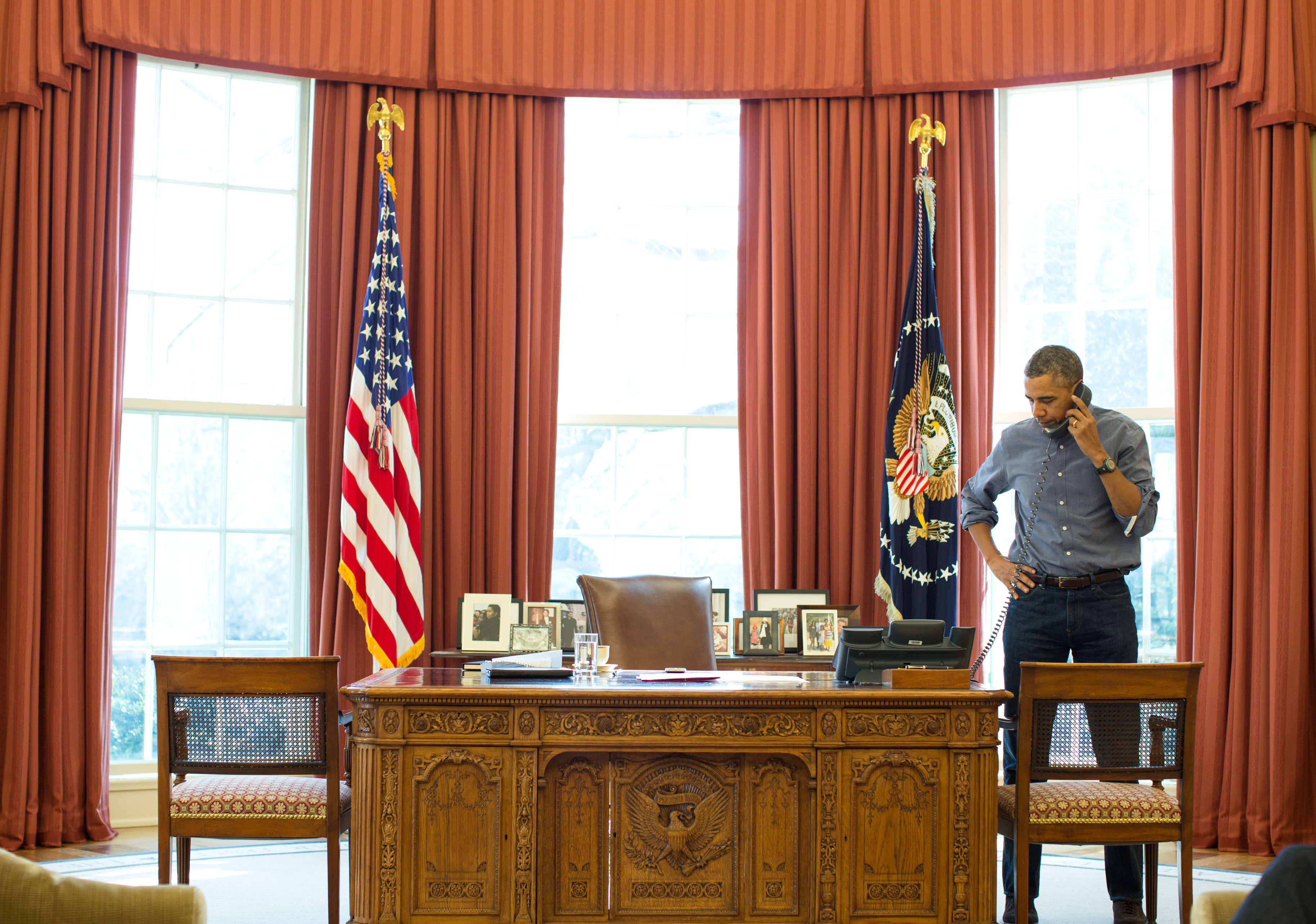
باراک اوباما در حال گفتگوی تلفنی با ولادیمیر پوتین پیرامون وضعیت اوکراین

واکنش‌های بین‌المللی نسبت به بحران کریمه
----
تنها ابراز نگرانی و ابراز امید به حل صلح آمیز منازعه
پشتیبانی از تمامیت ارضی اوکراین
محکومیت اقدامات روسیه
محکومیت اقدامات روسیه به عنوان یک مداخله نظامی یا تهاجم
پشتیبانی از اقدامات روسیه و/یا محکومیت دولت موقت اوکراین
«به رسمیت شناختن منافع روسیه»
----
اوکراین
روسیه
----
بدون بیانیه رسمی / داده‌ای در دست نیست

اشغال کریمه توسط روسیه یک اشغال نظامی مداوم در اوکراین است که از فوریه سال ۲۰۱۴ در شبه‌جزیره کریمه شروع شد. این اشغال متعاقب انقلاب ۲۰۱۴ اوکراین رخ داد؛ که در جریان آن رئیس‌جمهور اوکراین ویکتور یانوکوویچ که از جناح طرفدار روسیه بود سرنگون شد و سیاست‌مداران طرفدار غرب در شهر کیف پایتخت اوکراین به قدرت رسیدند.
در پی این تحولات گروهی از روس‌تبارهای اوکراین در مناطق شرقی و جنوبی اوکراین از جمله کریمه اعتراضاتی را علیه حکومت جدید اوکراین ترتیب دادند. شبه‌جزیره کریمه که در ساحل دریای سیاه واقع شده بخشی از اوکراین بود اما یک جمهوری خودمختار به شمار می رفت. بسیاری از معترضان که دولت جدید اوکراین را نامشروع و برآمده از یک کودتا می‌دانستند، پرچم‌های روسیه را با خود حمل و از ورود نظامیان روسیه استقبال کردند. به گفته سفیر روسیه در سازمان ملل، ویکتور یانوکوویچ هم از ولادیمیر پوتین درخواست کرد تا برای «برقراری مشروعیت، صلح، قانون، نظم و ثبات و دفاع از مردم اوکراین» از نیروهای مسلح روسیه استفاده شود. یانوکویچ مدعی شده که «زندگی و امنیت و حقوق مردم اوکراین به ویژه در کریمه مورد تهدید قرار گرفته است».
در روز ۲۶ فوریه روس‌ها حدود ۱۵۰ هزار نفر از نیروهای خود را برای یک رزمایش در طول مرزهای اوکراین مستقر کردند. یک روز بعد نظامیان مسلح با نقاب و بدون یونیفرم ساختمان‌های مهم کریمه و فرودگاه‌ها و ایستگاه‌های مهم را به تصرف خود درآوردند. در همین روز پارلمان کریمه دولت این جمهوری خودمختار را برکنار کرده و سرگئی آکسینوف را به عنوان نخست‌وزیر جدید برگزید. پس از آن نیروهای روسی که بر اساس توافق‌های دوجانبه در کریمه مستقر هستند تقویت شدند.
آکسینوف بلافاصله اعلام کرد که دولت جدید اوکراین را قبول ندارد و تمام نیروهای نظامی و امنیتی شبه جزیره فقط بایستی از دولت کریمه دستور بگیرند و همچنین از روسیه «برای حفظ صلح و آرامش» درخواست کمک کرد. در روز یکم مارس اولکساندر تورچینوف، رئیس‌جمهور موقت اوکراین صدارت آکسینوف را بی‌اعتبار و غیرقانونی و حضور نیروهای روسی را تجاوز به خاک اوکراین اعلام کرده است اما وزیرخارجه روسیه اعلام کرده که تحرکات نظامی ناوگان دریای سیاه نیروی دریایی روسیه کاملاً مطابق با توافقنامه‌های اصولی روسیه و اوکراین است. در روز یکم مارس پارلمان روسیه هم به نخست‌وزیر ولادیمیر پوتین اجازه داد تا از نیروهای نظامی روسیه در اوکراین استفاده کند.
در پی این تحولات بیشتر نیروهای نظامی مستقر در کریمه به مقامات جمهوری کریمه اعلام وفاداری کردند. از جمله پایگاه هوایی سواستوپول که ۴۵ جنگنده میگ-۲۹ در آن مستقر است. از جمله دنیس بورزوفسکی که در روز ۲۸ فوریه به عنوان فرمانده نیروی دریایی اوکراین انتخاب شده بود، دو روز بعد در مقابل نخست‌وزیر کریمه سوگند یاد کرد که به کریمه وفادار باشد و فقط از فرمانده عالی سواستوپول فرمان بگیرد. آکسیونوف نیز تأسیس نیروی دریایی مستقل کریمه را اعلام کرد و بورزوفسکی را به عنوان اولین فرمانده نیروی دریایی آن انتخاب کرد

## پیوستن کریمه به روسیه
سرانجام در ۱۶ مارس ۲۰۱۴ یک همه‌پرسی توسط دولت شبه جزیره کریمه از مردم کریمه برای پیوستن به روسیه برگزار شد و ۸۱ درصد واجدان شرایط در این انتخابات شرکت کردند و ۹۶.۷۷٪ به پیوستن این شبه جزیره به روسیه رأی مثبت دادند. ولادیمیر پوتین،رئیس جمهور روسیه در روز ۱۸ مارس رسماً سند پیوست کریمه به روسیه را امضا کرد و کریمه را جزء جدایی ناپذیر روسیه خواند.
برخی از کشورها از جمله ایالات متحده امریکا، این واقعه را اشغال نظامی کریمه توسط روسیه نامیدند.

## تبعات برای روسیه
پس از جدایی کریمه از اوکراین شهروندان روسیه باید برای ورود به خاک اوکراین درخواست ویزا کنند.
همچنین اوکراین از مجمع کشورهای مشترک‌المنافع تحت رهبری روسیه خارج خواهد شد و به زودی خود را آماده مانور نظامی مشترک با بریتانیا و آمریکا می‌کند.